# Матадор (бронетранспортёр)
Matador — бронемашина, разработанная южноафриканской компанией Paramount Group, серийно выпускавшийся Только  Азербайджаном по Лицензии, но никогда Не производились и не Стояли на Вооружении ЮАР. Настоящее время, производство Данных бронемашин в Азербайджане Прекращено. А в Иордании хоть и Контракт на Производство было заключено, в Стране производство Данных машин так и не Запустили. 
Грузоподъёмность четырнадцатиместного «Матадора» составляет 4500 килограммов. Машина длиной 6,57 метра и шириной 2,47 метра способна преодолевать подъём под углом 60 градусов.

## Операторы
- Азербайджан — 45 единиц на 2022 год[1]
- Габон — 24[2]
- Иордания — 25 единиц на 2016 год[3]

## Галерея

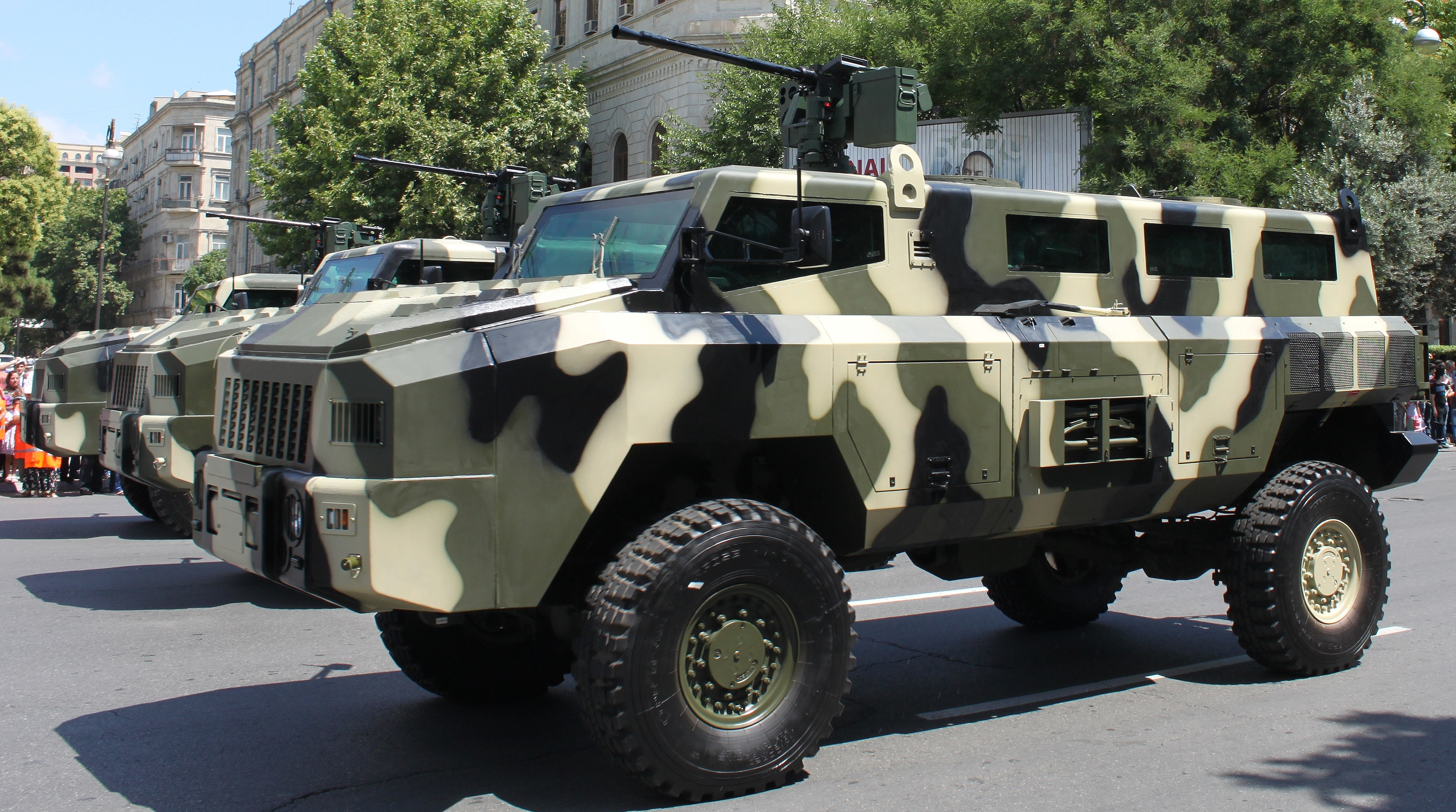
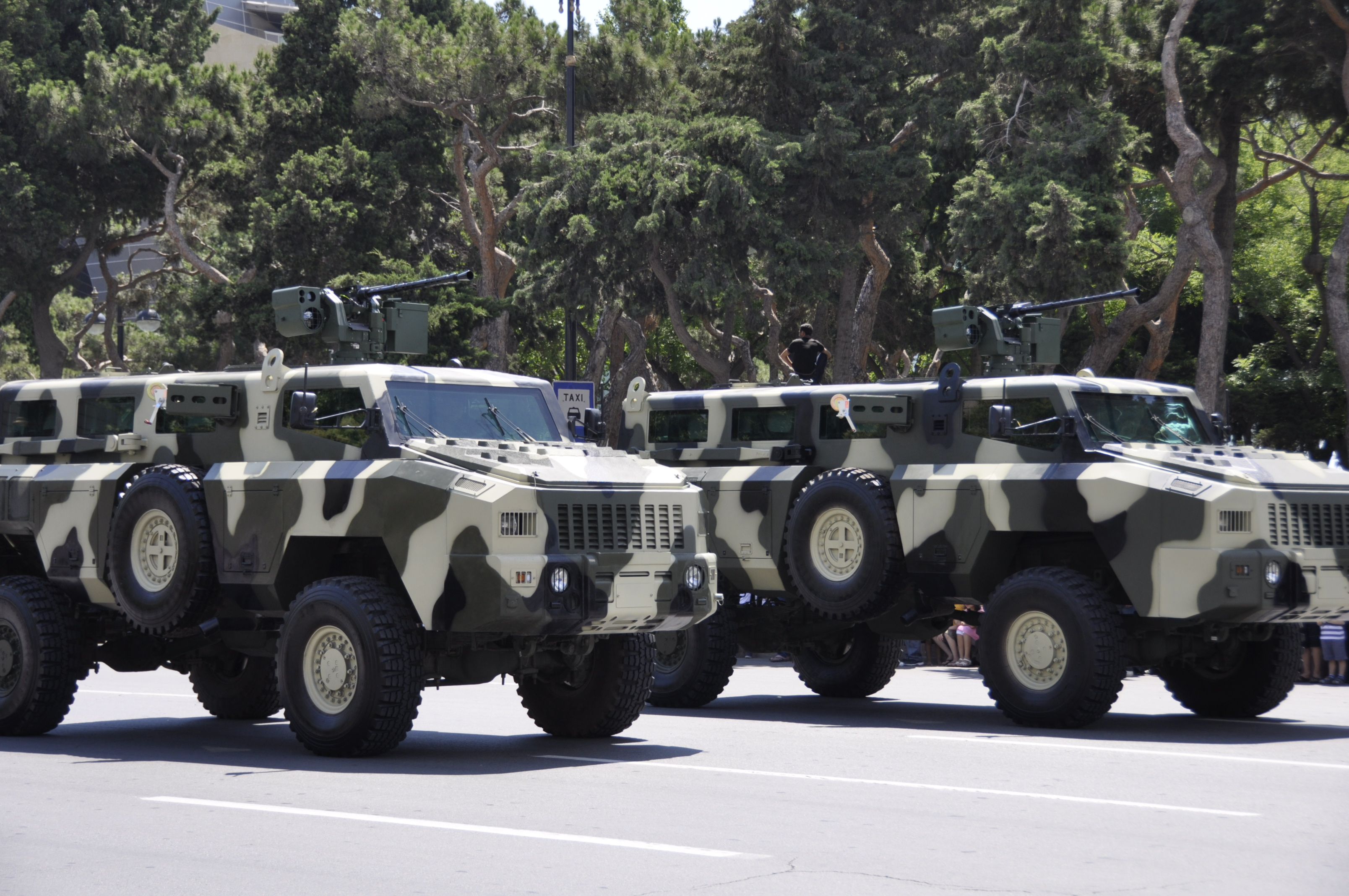